# Juan José Torres
Juan José Torres González (Cochabamba, Bolivia, 5 de marzo de 1920-San Andrés de Giles, Argentina, 2 de junio de 1976), conocido popularmente como J.J. (jota jota), fue un militar y político boliviano, que desempeñó el cargo de presidente de Bolivia desde el 7 de octubre de 1970 hasta el 21 de agosto de 1971. 
De extracción militar, Juan José Torres asumió el poder el siete de octubre de 1970 mediante un levantamiento popular con la participación de trabajadores, organizaciones campesinas, el movimiento universitario y un sector leal del ejército. Tras el golpe contra su gobierno huyó de Bolivia y en mayo de 1973 fue uno de los fundadores de la Alianza de la Izquierda Nacional (ALIN).
Fue asesinado en Buenos Aires el 2 de junio de 1976, en el marco del Plan Cóndor, que implicaba la colaboración de las dictaduras de Hugo Banzer y Jorge Rafael Videla.

## Orígenes
Juan José Torres nació en la Ciudad de Cochabamba, Cochabamba el 5 de marzo de 1920. Su infancia se caracterizó por una vida de austeridad, causada, principalmente, por la prematura muerte de su padre Juan Torres Cueto, en la Guerra del Chaco. Atendida la viudez de su madre (Sabina González), tuvo que hacerse cargo de la manutención de la familia compuesta por seis hermanos. Ingresó a la academia del Ejército, egresando del Colegio Militar del Ejército, "Gualberto Villarroel", el 20 de diciembre de 1941, con el grado de Subteniente del arma de artillería. En 1964 se desempeñó como agregado militar en la embajada de Bolivia en Brasil y en 1965 fue nombrado embajador en Uruguay.

## Militar
Estudio militar en Bolivia y después  en la escuela Colegio Militar de la Nación (CMN) de argetina En 1966 es nombrado Ministro de Trabajo por la Junta Militar de Gobierno, presidida por el general Alfredo Ovando Candía. Al año siguiente es nombrado jefe de Estado Mayor General de las Fuerzas Armadas bolivianas. Entre 1968 y 1969 se desempeña como secretario permanente del Consejo Supremo de Defensa Nacional. Durante el desempeño de estas funciones, Torres y un núcleo de civiles y militares diseñaron los lineamientos políticos e ideológicos, y las bases programáticas que asumiera como mandato el gobierno de Ovando. Torres fue autor del "Mandato Revolucionario de las Fuerzas Armadas", plataforma programática de los gobiernos militares. También presidió, junto a José Ortiz Mercado, la elaboración de la "Estrategia Socio-Económica del Desarrollo Nacional", documento que debería guiar la gestión gubernamental de Ovando pero que en la práctica  inició su implantación durante el gobierno de Torres. Durante el gobierno de Ovando y por instrucciones del "2.º Mandato Revolucionario de las FF.AA" (elaborado también por Torres) se nacionalizó la empresa Bolivian Gulf Oil Company.

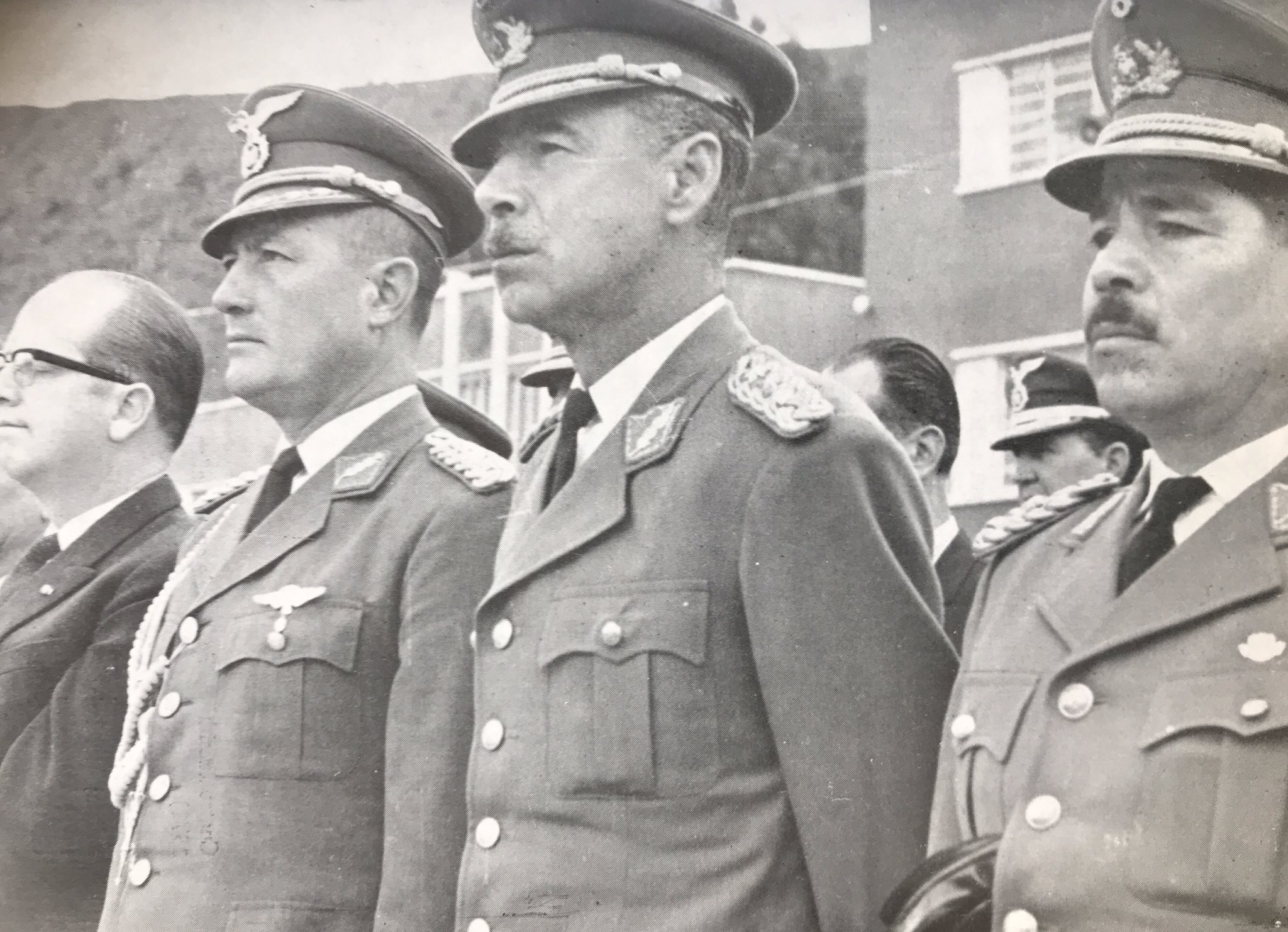
Luis Adolfo Siles Salinas, René Barrientos Ortuño, Alfredo Ovando Candía y Juan José Torres.

En 1970 fue nombrado Comandante en jefe de las Fuerzas Armadas, desempeñándose en el gabinete de ministros como representante directo de las FF.AA bolivianas, con la finalidad central de hacer que el Gobierno de Ovando cumpla con los Mandatos de las FF.AA.

## Presidente
Asumió el poder por medio de levantamiento popular, con participación de trabajadores, organizaciones campesinas, el movimiento universitario y un sector de los militares leales a Torres (el presidente Torres bautizó a esta alianza como los 4 pilares de la revolución)  el 7 de octubre de 1970 con la finalidad de evitar un golpe de Estado, contra el gobierno del general Alfredo Ovando Candía, estableciendo un gobierno militar de izquierda nacional.

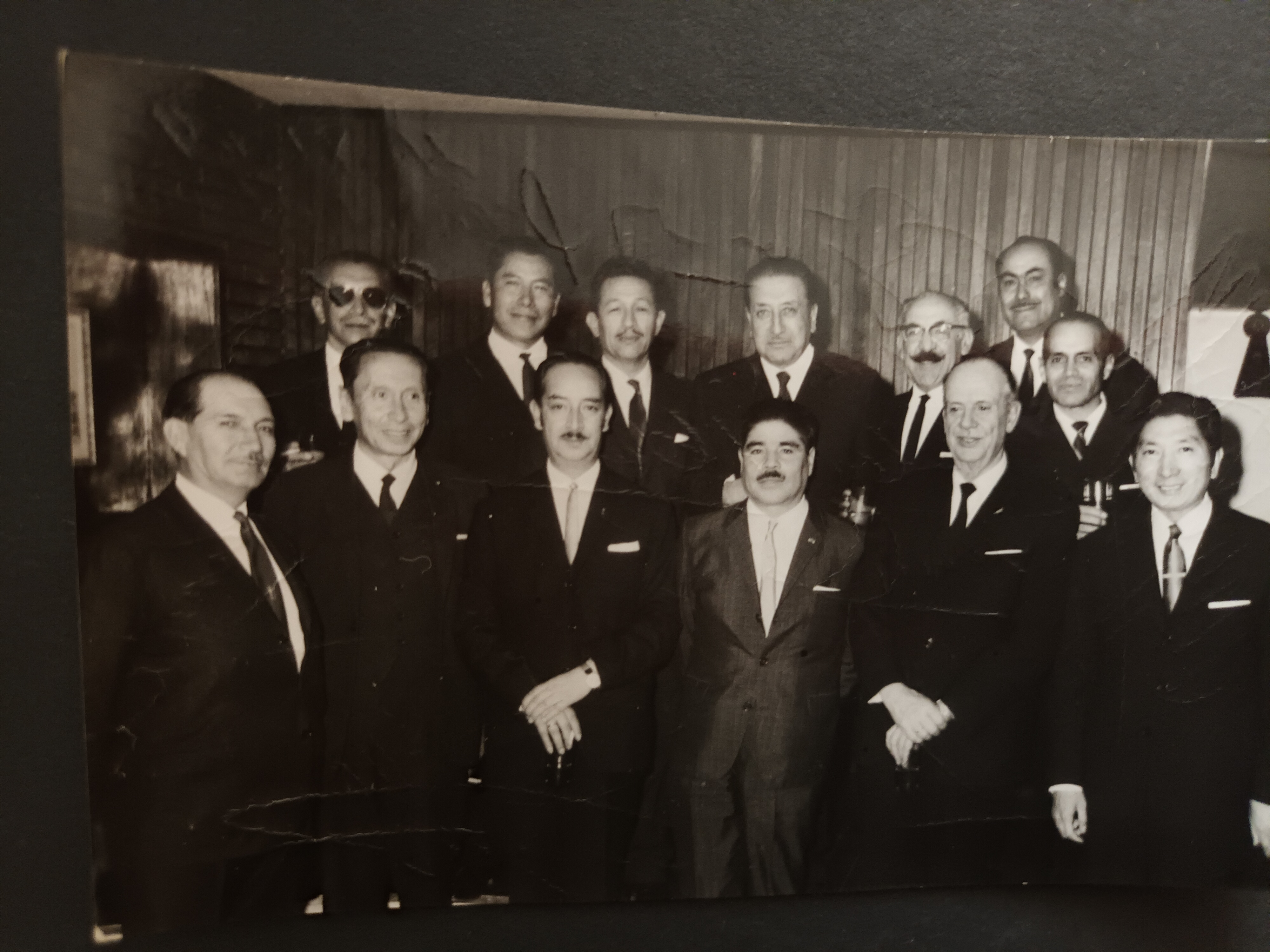
Juan Jose Torres, Hernán Terrazas Céspedes y otros en 1971.

Durante su breve gobierno se realizó la estatización de la Mina Matilde y las Colas y Desmontes, la expulsión de los Cuerpos de Paz de los Estados Unidos, dispuso un aumento presupuestario significativo a las universidades bolivianas. Su política exterior se caracterizó por ser pluralista y de respeto por la autodeterminación, tuvo acercamientos con el Chile de Salvador Allende con avances importantes en las negociaciones para una salida al mar, creó la Corporación de Desarrollo (incubadoras de las empresas estatales bolivianas) y el Banco del Estado (banco de desarrollo), además de instaurar una alta reposición salarial a los mineros. Se crearon las corporaciones de desarrollo en cada departamento, para impulsar el desarrollo desde el nivel regional,
Declaró y puso en práctica los derechos sindicales, prescindiendo de todo tipo de intervención oficial. Se estableció por decreto que ningún alto funcionario de gobierno podrá percibir un haber promedio mensual que exceda a los 12.000 pesos bolivianos.
Intentó también crear un modelo de fortalecimiento y profundización de la democracia en Bolivia, con la participación popular directa mediante el plebiscito, la formación del Consejo de Estado y por medio de una asamblea nacional con diversas modalidades de representación en su seno. Para ello durante su gobierno se elaboró la "Constitución Política del Estado - Gobierno Revolucionario - República de Bolivia - 1971"
La administración Nixon calificó a Torres como “ultra-nacionalista, izquierdista y anti-estadounidense”. A través de la aplicación de la política del palo y la zanahoria pretendieron moderarlo, haciéndole saber que no eran “automáticamente su enemigo”, y que si se comportaba “relativamente razonable” podrían “establecer un modus vivendi sensato”. Las sanciones económicas contra Bolivia se acentuaron en abril de 1971. Estados Unidos anunció la venta de estaño provocando la disminución del precio de la principal materia prima de exportación boliviana e interfirió en los créditos que se gestionaban en el Banco Interamericano de Desarrollo (BID) y el Banco Mundial (BM). Estados Unidos también ha intervenido para apoyar a la oposición boliviana, formada por un sector de las fuerzas armadas, la oligarquía agroindustrial cruceña, el MNR (Movimiento Nacionalista Revolucionario) y el FSB (Falange Socialista Boliviana).

## Golpe de Estado de 1971 y exilio
Fue derrocado por un golpe de Estado, el 21 de agosto de 1971, dirigido por Hugo Banzer con el apoyo  estadounidense, de sectores conservadores brasileños y parte de la colonia alemana en Bolivia. Partió al exilio, primero al Perú, después a Chile y finalmente a la Argentina. En Chile escribió un importante aporte titulado "Bolivia: Dinámica Nacional y Liberación", documento que incorpora una tesis histórica, tesis política y proposiciones programáticas. En mayo de 1973 fue uno de los fundadores de la Alianza de la Izquierda Nacional (ALIN).

## Asesinato

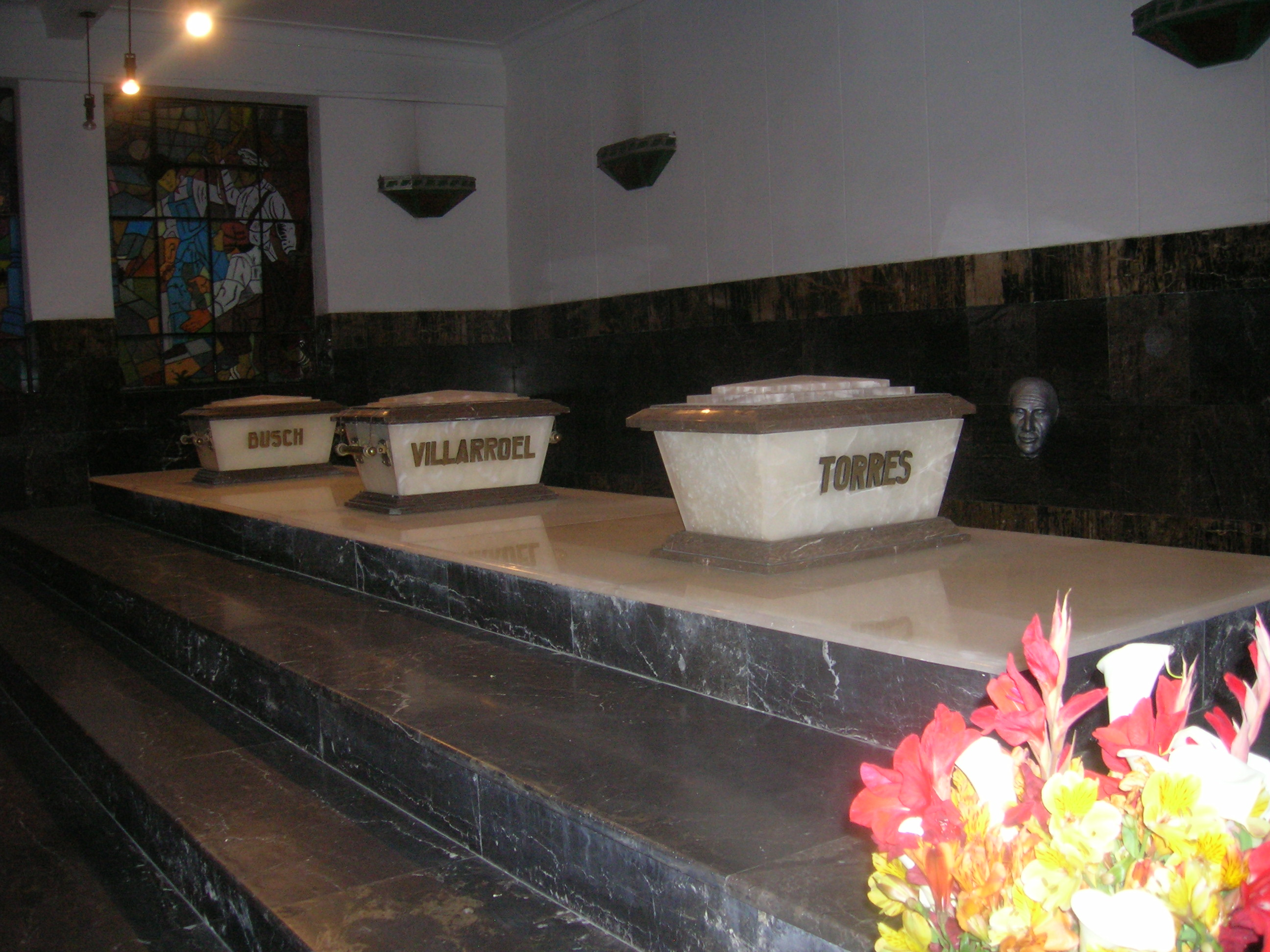
Mausoleo donde descansan los Presidentes Busch, Villarroel y Torres - Plaza Villaroel - Monumento a la Revolución Nacional, Ciudad de La Paz, Bolivia.

Fue secuestrado y asesinado en Buenos Aires el 2 de junio de 1976, en el marco del Plan Cóndor, que implicaba la colaboración de las dictaduras de Hugo Banzer y Jorge Rafael Videla.
En 1976 el gobierno dictatorial de Hugo Banzer, por temor a un levantamiento popular contra su gobierno, se opuso a la repatriación de los restos mortales de Torres. Las organizaciones populares exigían su repatriación para así poder rendirle póstumo homenaje. Finalmente la familia, acorralada entre las presiones del gobierno argentino y boliviano, decidió trasladar los restos del presidente Torres a México, donde descansaron por 7 años para retornar finalmente a suelo boliviano.
En 1983 los restos de Torres fueron repatriados a Bolivia desde México, donde fueron recibidos temporalmente por apoyo y decisión del Presidente Luis Echeverría Álvarez, por iniciativa de la Central Obrera Boliviana y varias organizaciones populares, y la disposición del gobierno de Hernán Siles Suazo (1982 – 1985). Actualmente el cuerpo del General Juan José Torres descansa en el Monumento a la Revolución Nacional (ubicado en la Plaza Villarroel - Campo de Marte de las Fuerzas Armadas), junto a los presidentes mártires Germán Busch y Gualberto Villarroel.